# Френч, Даниэль Честер
Дэ́ниэл Че́стер Френч (англ. Daniel Chester French; 20 апреля 1850, Эксетер, Нью-Хэмпшир — 7 октября 1931, Стокбридж, Массачусетс) — американский скульптор, автор знаменитой статуи А.Линкольна в столице США Вашингтоне. Считается одним из крупнейших скульпторов США XIX—XX столетий. Работы его можно увидеть в различных парках, университетских кампусах, официальных учреждениях и музеях Америки.

## Жизнь и творчество
Д. Ч. Френч родился в семье адвоката. Ещё в детстве проявил художественный талант. Образование получил в Массачусетском технологическом институте в Кембридже (Массачусетс). Находясь во время посещения родственников в Бруклине, Френч знакомится со скульптором Джоном А. Уордом и затем месяц работает в его мастерской. В 1873 году Френч получает заказ от города Конкорд на создание статуи к 100-летию сражения под Лексингтоном и Конкордом. Эта скульптура The Minute Man была торжественно открыта 19 апреля 1875 года. Затем Френч живёт год во Флоренции, где совершенствует своё мастерство под руководством скульптора Томаса Болла. После краткосрочного пребывания на родине Френч вновь уезжает в Европу — учится в парижской Национальной школе изящных искусств, затем несколько лет проводит в Тоскане. Для работ Френча ему часто позировала известная модель и актриса Одри Мэнсон.
В 1917 году в США впервые присваивается Пулитцеровская премия в области журналистики, и Д. Ч. Френчу поручается разработка дизайна её Золотой медали. В доме скульптора Честервуд, в Стокбридже, спроектированном его другом, архитектором Генри Бэконом, сейчас создан музей Д. Ч. Френча.

## Признание
- 1893 Один из основателей Национального общества скульпторов
- 1893 Член Американской Академии наук и искусств
- 1901 Член Национальной Академии дизайна
- 1904 Член Американской Академии художников и писателей
- Член Архитектурной лиги Нью-Йорка
- Член Академии Святого Луки в Риме
- 1940 в честь Д. Ч. Френча почтовое ведомство США выпускает почтовую марку

## Галерея

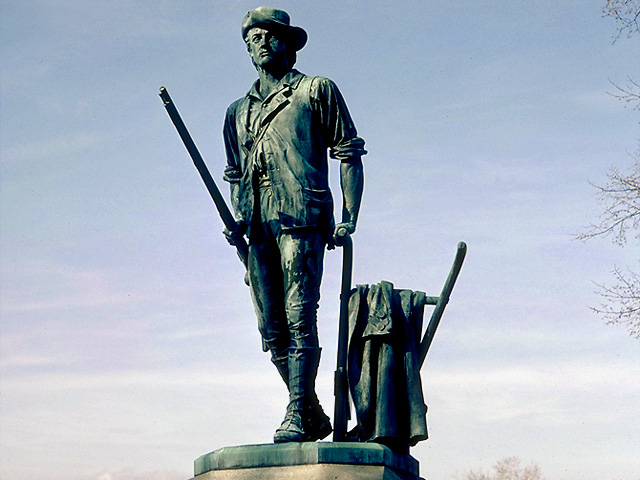
Минитмэн (The Minute Man)
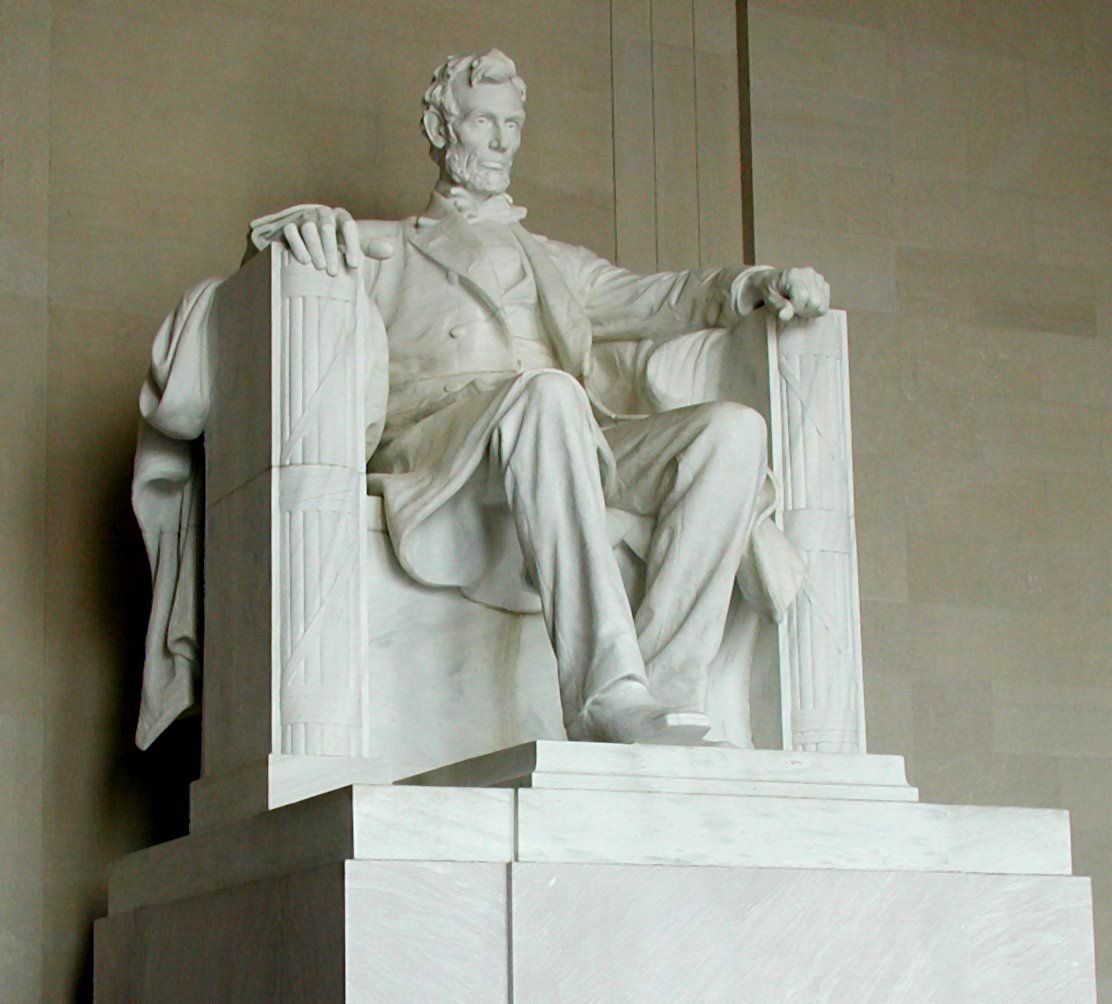
Статуя Линкольна
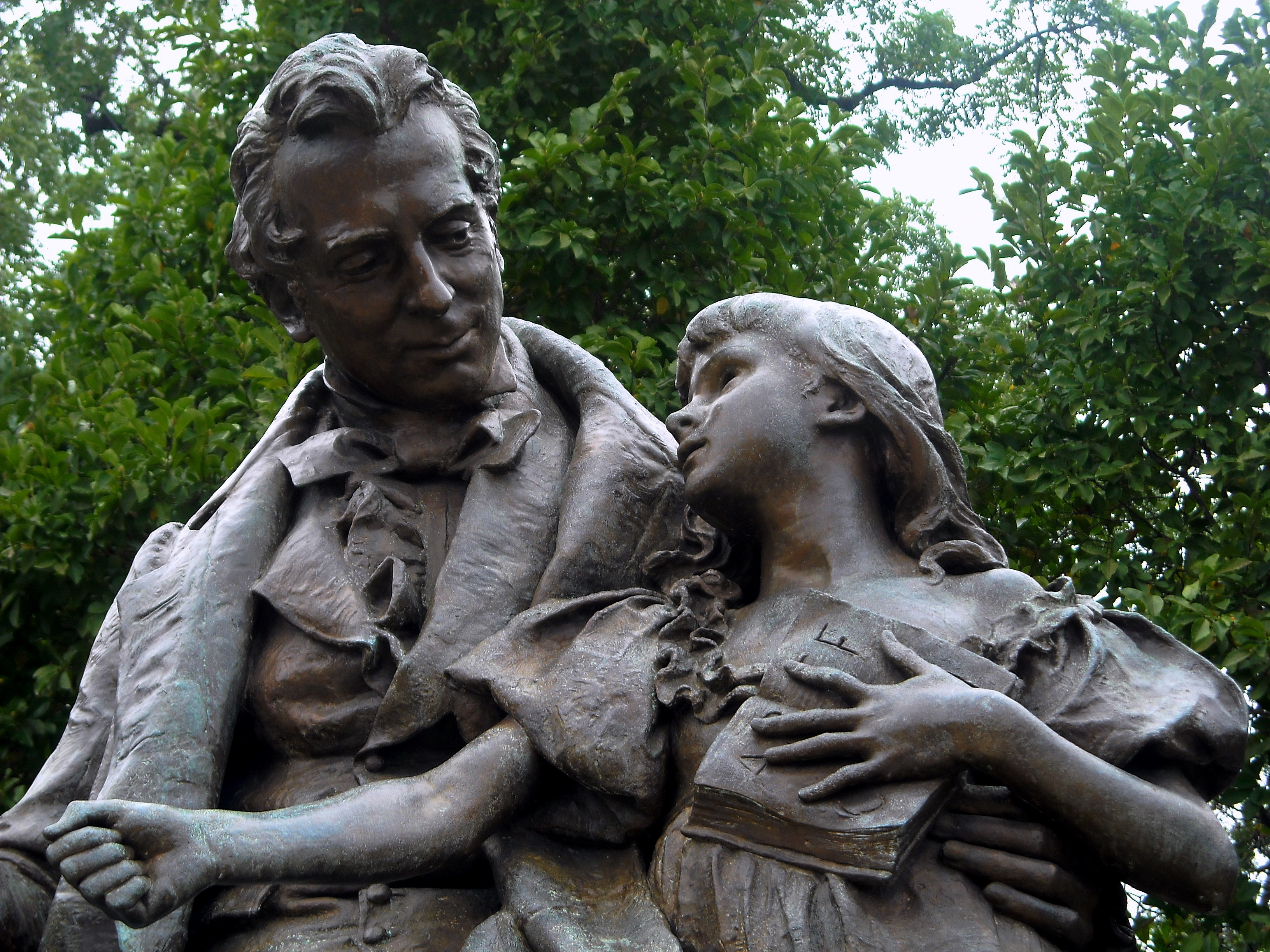
Томас и Алиса (1889)
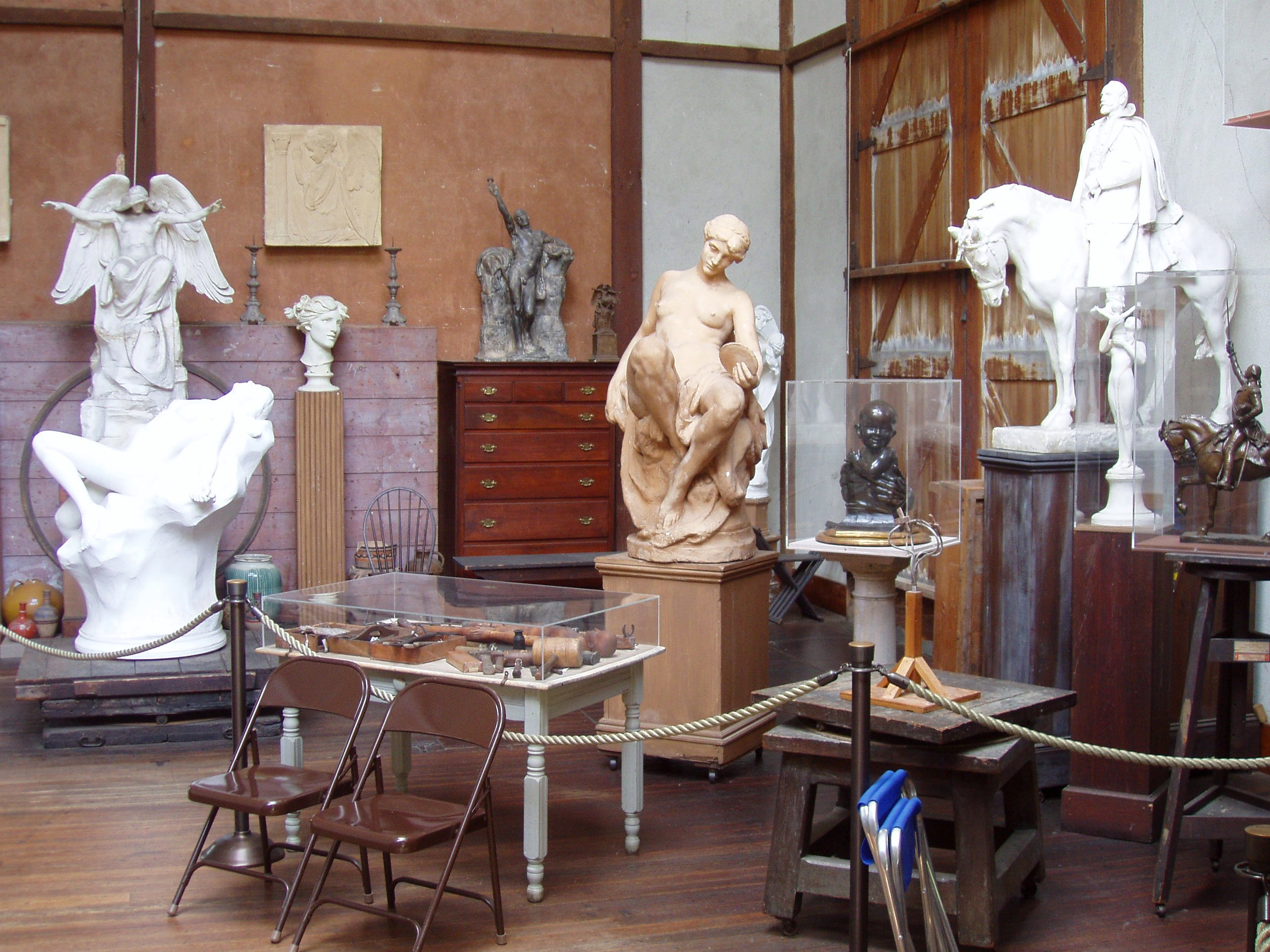
Мастерская скульптора в Честервуде
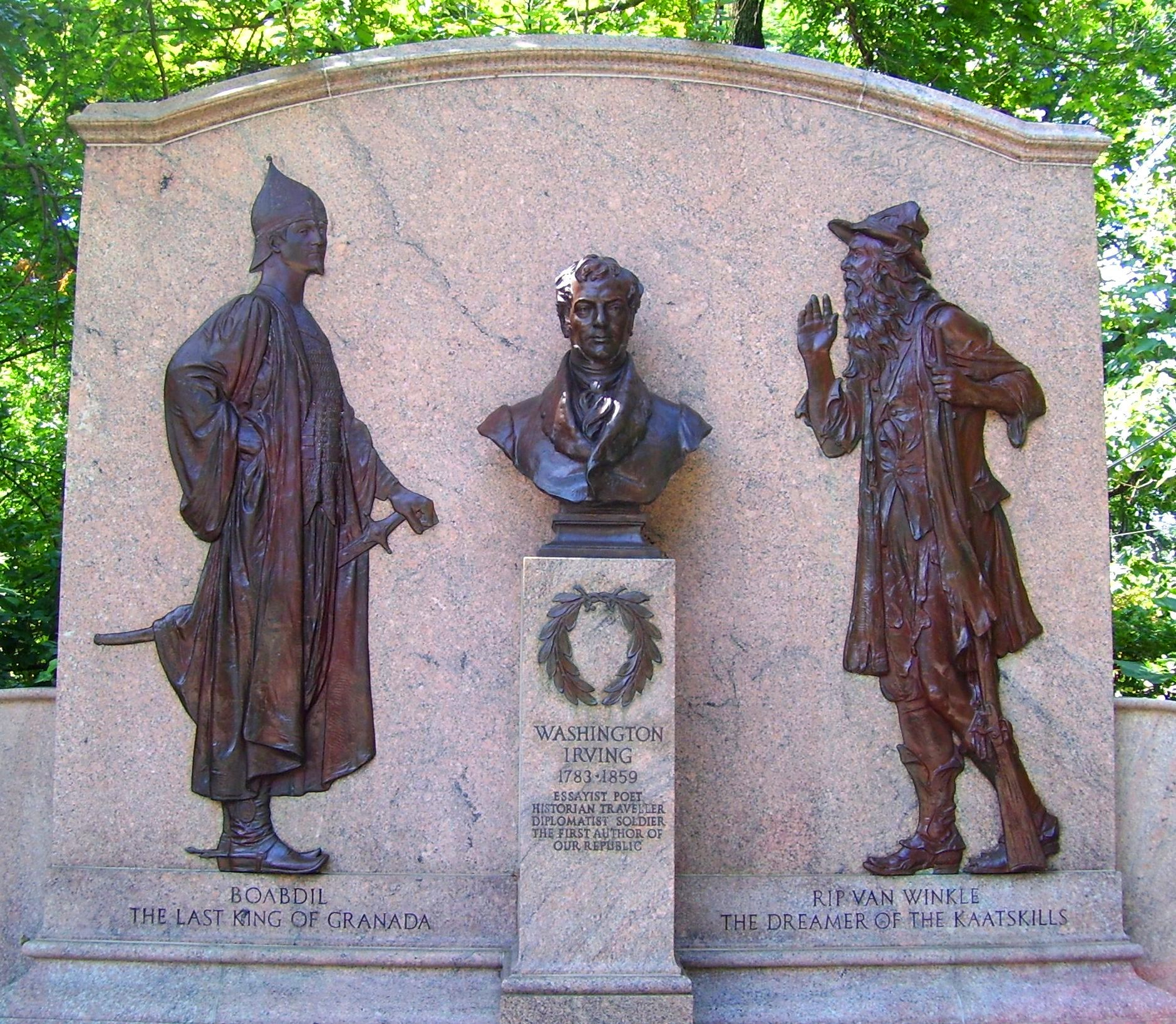
Мемориал Вашингтона Ирвинга
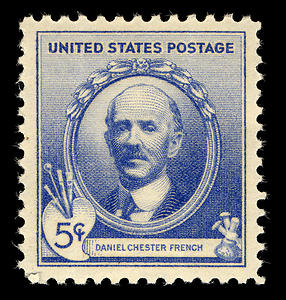
Почтовая марка США (1940)
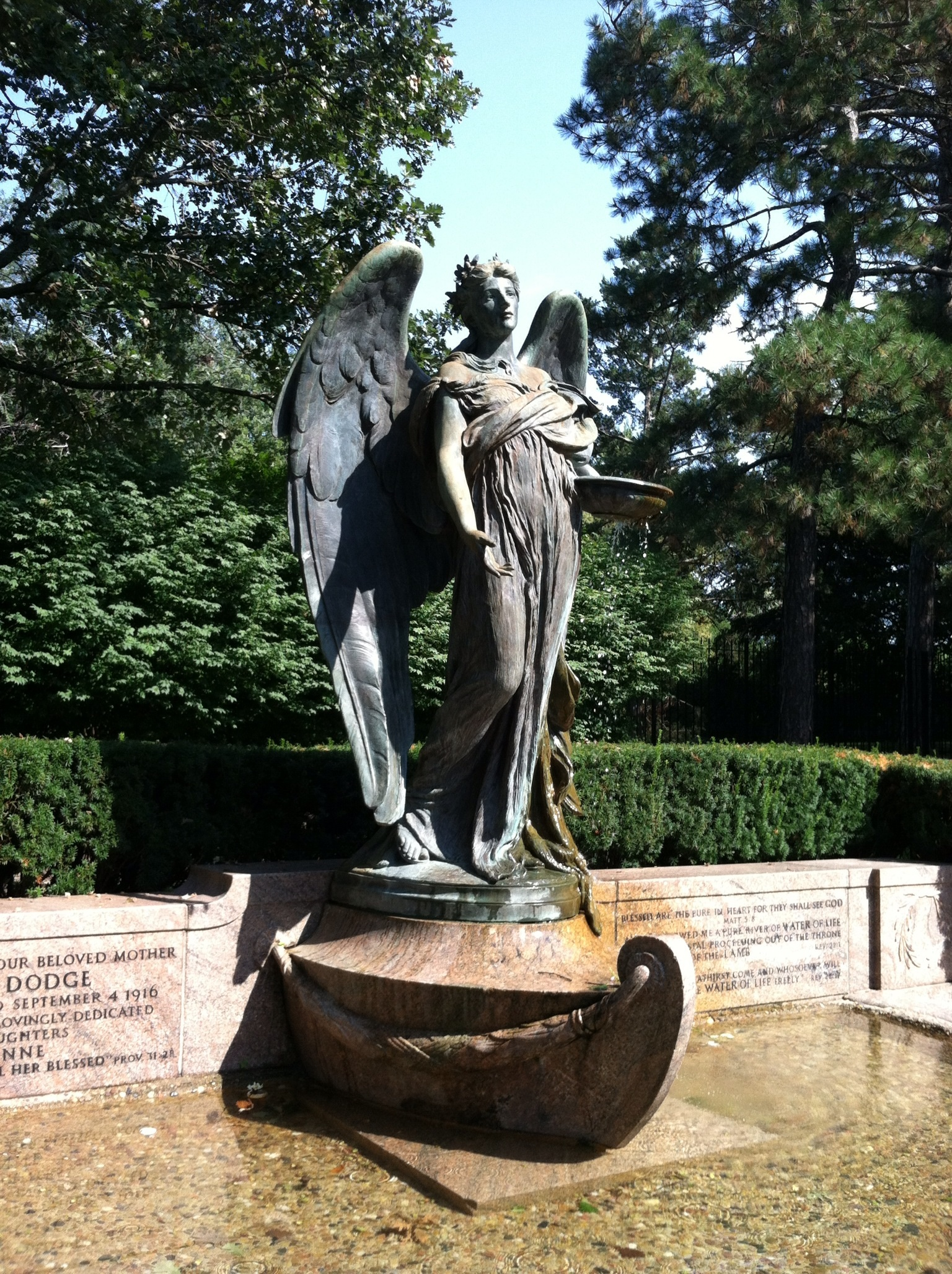
Мемориал Рут Энн Додж (1916)